# Dacus langi
Dacus langi är en tvåvingeart som beskrevs av Charles Howard Curran 1927. Dacus langi ingår i släktet Dacus och familjen borrflugor. Inga underarter finns listade i Catalogue of Life.